# 切尔诺夫策区
車尼夫契區（羅馬化：Chernivetskyi raion；大陸按俄語譯切爾諾夫策區）是乌克兰切尔诺夫策州的一个区，行政中心设于切尔诺夫策，面积为4,126平方公里，人口数量为651,772人（2021年估计）。

## 历史
2020年7月18日乌克兰實施行政区重劃，切尔诺夫策州轄下整併為3个區，原格爾察區、赫雷博卡區、斯托羅日內茨區、扎斯塔夫納區，以及基茨曼區和新謝利察區部分区域，加上原州辖市切尔诺夫策，合并成新的切尔诺夫策区。

## 行政区划
切尔诺夫策区下分为33个市镇，該區也是市鎮數量為多的二級行政區，以下依市鎮人口由多到少排列：
- 切爾諾夫策市鎮（烏克蘭語：Чернівецька міська громада）
- 斯托羅日內茨市鎮（烏克蘭語：Сторожинецька міська громада）
- 新塞利察市鎮（烏克蘭語：Новоселицька міська громада）
- 基茨曼市鎮（烏克蘭語：Кіцманська міська громада）
- 馬馬伊夫齊（烏克蘭語：Мамаївці）市鎮（烏克蘭語：Мамаївська сільська громада）
- 赫雷博卡市鎮（烏克蘭語：Глибоцька селищна громада）
- 格爾察市鎮（烏克蘭語：Герцаївська міська громада）
- 萬奇基夫齊（烏克蘭語：Ванчиківці）市鎮（烏克蘭語：Ванчиковецька сільська громада）
- 丘代（烏克蘭語：Чудей）市鎮（烏克蘭語：Чудейська сільська громада）
- 大庫丘里夫市鎮（烏克蘭語：Великокучурівська сільська громада）
- 奧斯特里察（烏克蘭語：Остриця (Острицька сільська громада)）市鎮（烏克蘭語：Острицька сільська громада）
- 托波里夫齊市鎮（烏克蘭語：Топорівська сільська громада）
- 克拉斯諾伊利斯克市鎮（烏克蘭語：Красноїльська селищна громада）
- 卡姆亞納（烏克蘭語：Кам'яна）市鎮（烏克蘭語：Кам'янська сільська громада (Чернівецька область)）
- 尤爾基夫齊市鎮（烏克蘭語：Юрковецька сільська громада）
- 恰霍爾市鎮（烏克蘭語：Чагорська сільська громада）
- 卡姆揚卡（烏克蘭語：Кам'янка (Чернівецький район)）市鎮（烏克蘭語：Кам'янецька сільська громада）
- 馬哈拉（烏克蘭語：Магала）市鎮（烏克蘭語：Магальська сільська громада）
- 扎斯塔夫納市鎮（烏克蘭語：Заставнівська міська громада）
- 韋倫昌卡（烏克蘭語：Веренчанка）市鎮（烏克蘭語：Веренчанська сільська громада）
- 彼得里夫齊市鎮（烏克蘭語：Петровецька сільська громада）
- 卡杜比夫齊（烏克蘭語：Кадубівці）市鎮（烏克蘭語：Кадубовецька сільська громада）
- 蘇切韋尼（烏克蘭語：Сучевени）市鎮（烏克蘭語：Сучевенська сільська громада）
- 塔拉沙尼（烏克蘭語：Тарашани）市鎮（烏克蘭語：Тарашанська сільська громада）
- 内波洛基夫齐市鎮（烏克蘭語：Неполоковецька селищна громада）
- 沃洛卡市鎮（烏克蘭語：Волоківська сільська громада）
- 博亞尼（烏克蘭語：Бояни）市鎮（烏克蘭語：Боянська сільська громада）
- 泰雷布萊切（烏克蘭語：Тереблече）市鎮（烏克蘭語：Тереблеченська сільська громада）
- 斯塔夫恰尼（烏克蘭語：Ставчани (Чернівецький район)）市鎮（烏克蘭語：Ставчанська сільська громада）
- 維克諾市鎮（烏克蘭語：Вікнянська сільська громада (Чернівецька область)）
- 霍里什尼舍里夫齊（烏克蘭語：Горішні Шерівці）市鎮（烏克蘭語：Горішньошеровецька сільська громада）
- 卡拉普奇夫（烏克蘭語：Карапчів (Чернівецький район)）市鎮（烏克蘭語：Карапчівська сільська громада）
- 科斯特里日夫卡市鎮（烏克蘭語：Кострижівська селищна громада）